# Mike Rawlings
Michael Scott Rawlings dit Mike Rawlings, né le 25 août 1954 à Borger au Texas, est un homme d'affaires et un homme politique américain. Membre du Parti démocrate, il est maire de Dallas de 2011 à 2019.

## Biographie
De 1997 à 2002, il est un dirigeant de l'entreprise Pizza Hut.
Il est élu en 2011 maire de Dallas et réélu en 2015.